# Domenico Fontana
Domenico Fontana (1543, Melide, Švýcarsko – 28. června 1607, Neapol, Itálie) byl italský architekt, malíř a sochař pozdní renesance.

## Život
Domenico Fontana se narodil ve vesnici na Luganském jezeře, které se dnes nachází na hranici mezi jižním Švýcarskem a severní Itálií.
V roce 1563, rok před smrtí Michelangela, odcestoval Fontana do Říma, aby se přidal ke svému staršímu bratrovi. V Římě si získal důvěru kardinála Montalta, pozdějšího papeže Sixta V., který mu v roce 1584 svěřil stavbu Cappella del Presepio – Baziliky di Santa Maria Maggiore. Je to nádherně vyvážená konstrukce, bez ohledu na hojnost detailů a přetížení bohaté výzdoby, která nijak nezasahuje do hlavního architektonického schématu.
Pro kardinála Montaltu postavil Palazzo Montalto – zvané také Palazzo Mergulese-Montalto poblíž Santa Maria Maggiore. Fontana zde vynalézavým způsobem rozložil celou stavbu a celek provázal dekorativním plánem reliéfů a girlandin. Místo, které zde měl Fontana k dispozici je dokonale využito. Palác je působivý zejména pro vynalézavost, s níž architekt přizpůsobil svůj záměr místu, které měl k dispozici. Po zvolení kardinála Montalta papežem pak už jako Sixtus V. jmenoval Fontanu architektem Baziliky sv. Petra v Římě. Byl mu mimo jiné udělen titul rytíře Zlatého ostrova. Fontana navrhl svítilnu na kupoli baziliky svatého Petra a navrhl také prodloužení interiéru. Důležitější byly změny, které učinil v bazilice San Giovanni v Lateranu (1586), kde zavedl do lodžie severní fasády impozantní dvojitou arkádu s širokým rozpětím a pravděpodobně přidal dvoupodlažní portikum Scala Santa. Tato představa arkád jako základního rysu architektonického schématu byla vyvinuta ve fontánách, které navrhl Domenico a jeho bratr Giovanni, např. Fontana dell'Acqua Paola nebo Fontana di Termini.
Další jeho stavba je lateránský palác, italsky Arcibasilica Papale di San Giovanni in Laterano, od architekta Jacopa Barozziho (či Barocchio) da Vignola (často jednoduše jen Vignola, 1. října 1507 – 7. července 1573). Na této stavbě, zahájené v roce 1586, je dobře vidět jednoduchý Fontanův styl. Zdravé strukturální principy jsou na této stavbě nepopiratelné, ale také naprostý nedostatek fantazie a neplodná monotónnost stylu. Pro Fontanu bylo charakteristická spokojenost s jediným řešením architektonického problému, jak ukazuje skutečnost, že znovu uplatnil motiv Lateránského paláce v pozdější části Vatikánu, současné papežské rezidenci a v dostavbě k Quirinal Palace, dnešnímu sídlu prezidenta Itálie. Fontana také navrhl příčná ramena oddělující dvory Vatikánu.

## Egyptské obelisky

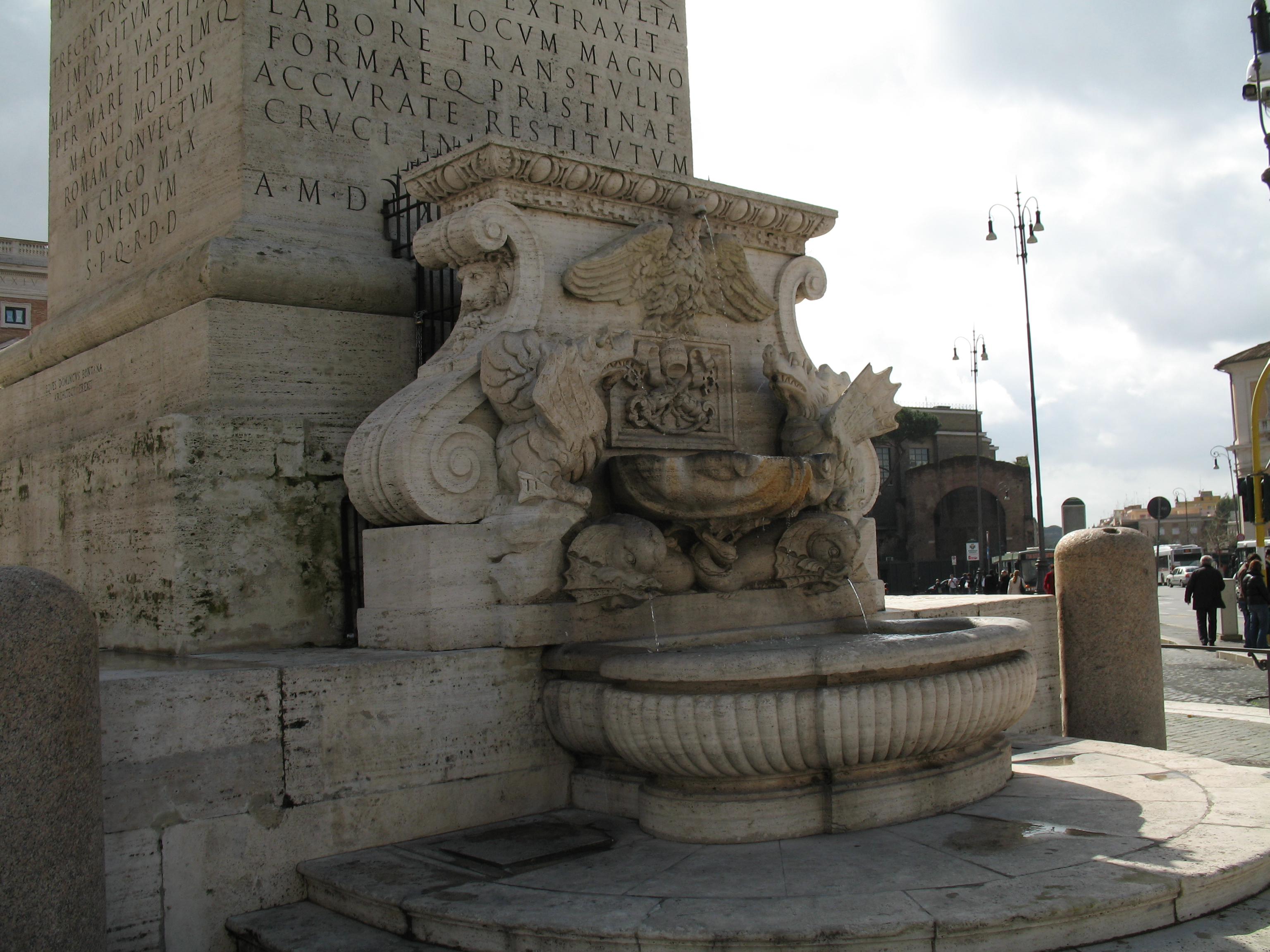
Fontána v podstavci obelisku, který vztyčil Domenico Fontana na nám. Sv. Petra v Římě v roce 1586

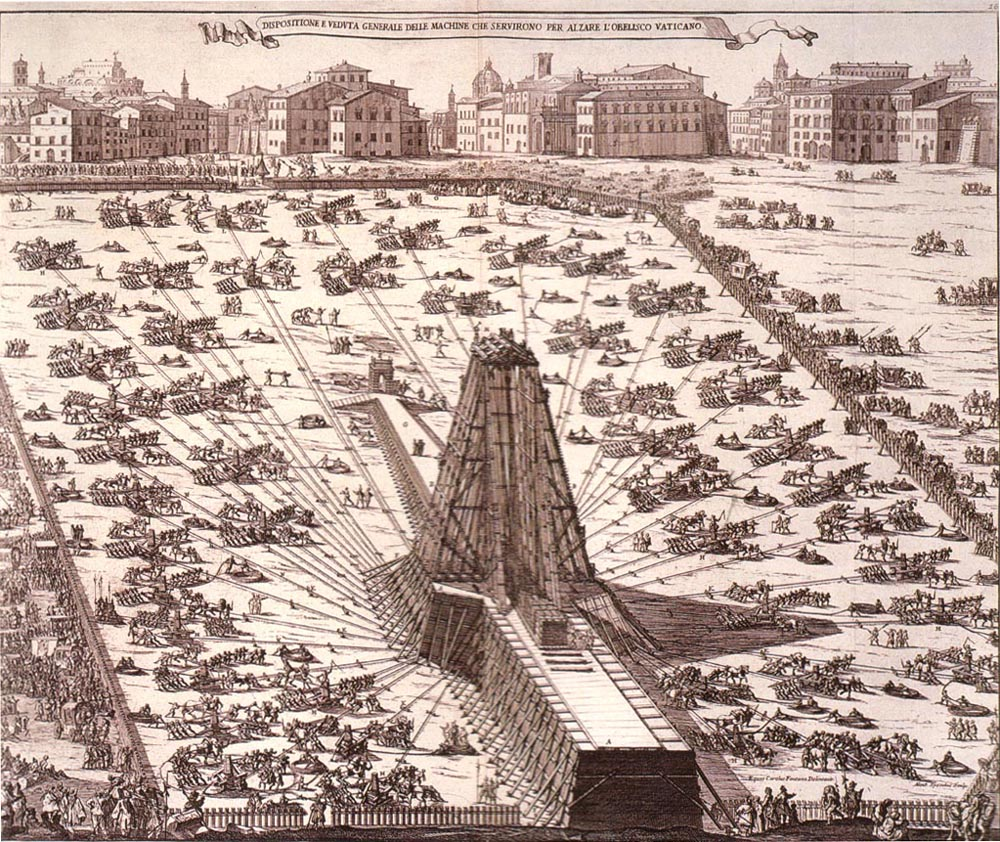
V roce 1586 vztyčil na náměstí sv. Petra egyptský 327 tunový obelisk. Tento výkon inženýrství umožnilo soustředěné úsilí 900 mužů, 75 koní a nespočetných řemenic a metrů lan

Domenico Fontana také využil svých znalostí statiky, které v té době vzbudily všeobecný údiv, při vztyčování dalších tří starobylých obelisků na náměstí Piazza del Popolo, na náměstí Piazza di S. Maria Maggiore a Piazza di S. Giovanni v Lateranu.

## Ostatní práce

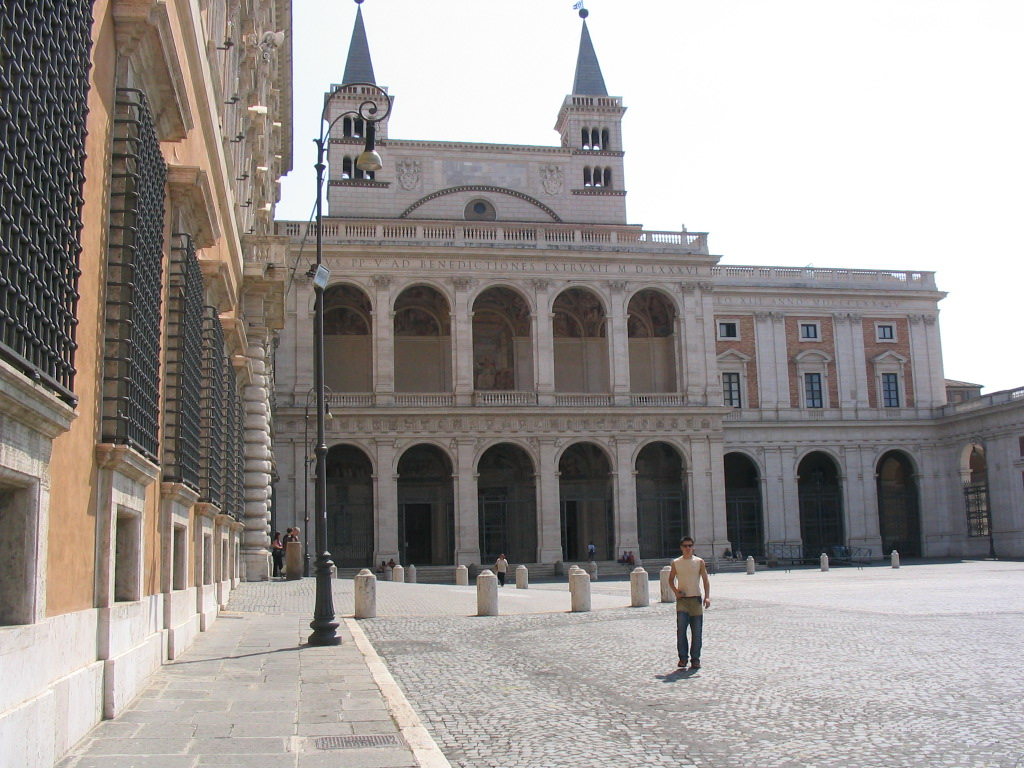
Bazilika sv. Jana Lateránskeho
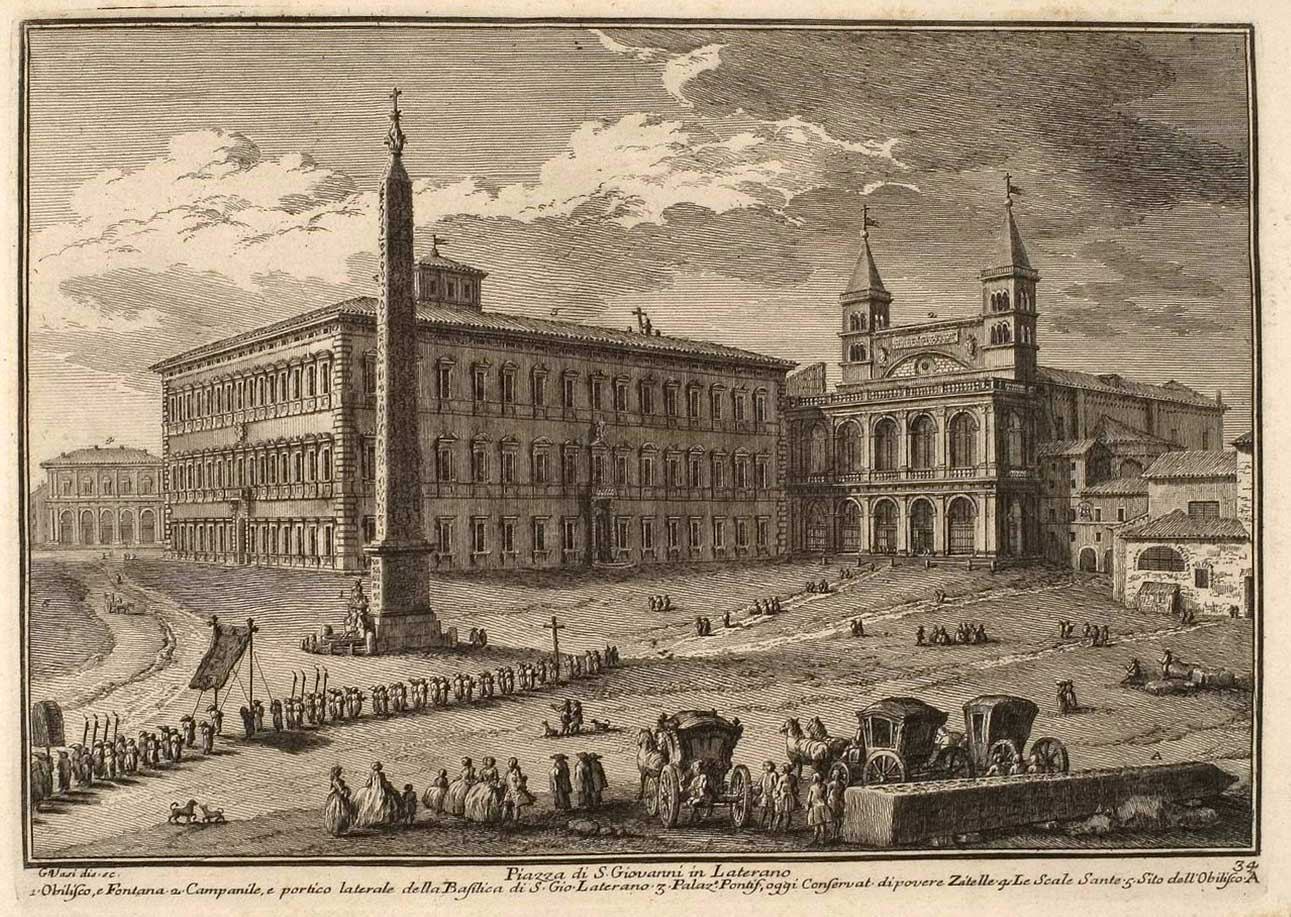
Lateránský palác (vlevo vzadu je vidět Scala Santa)
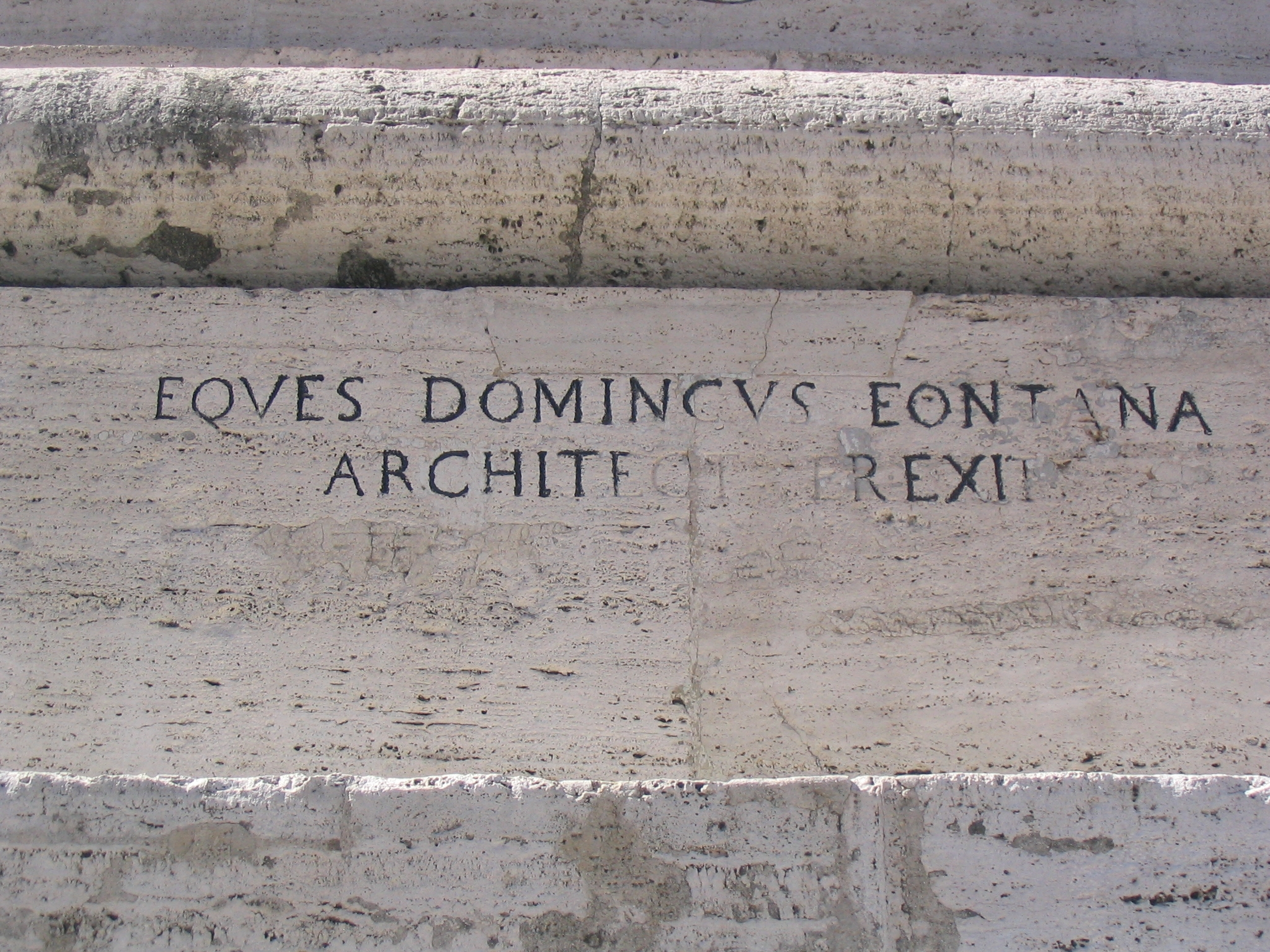
Fontanova signatura na podstavci lateránského obelisku
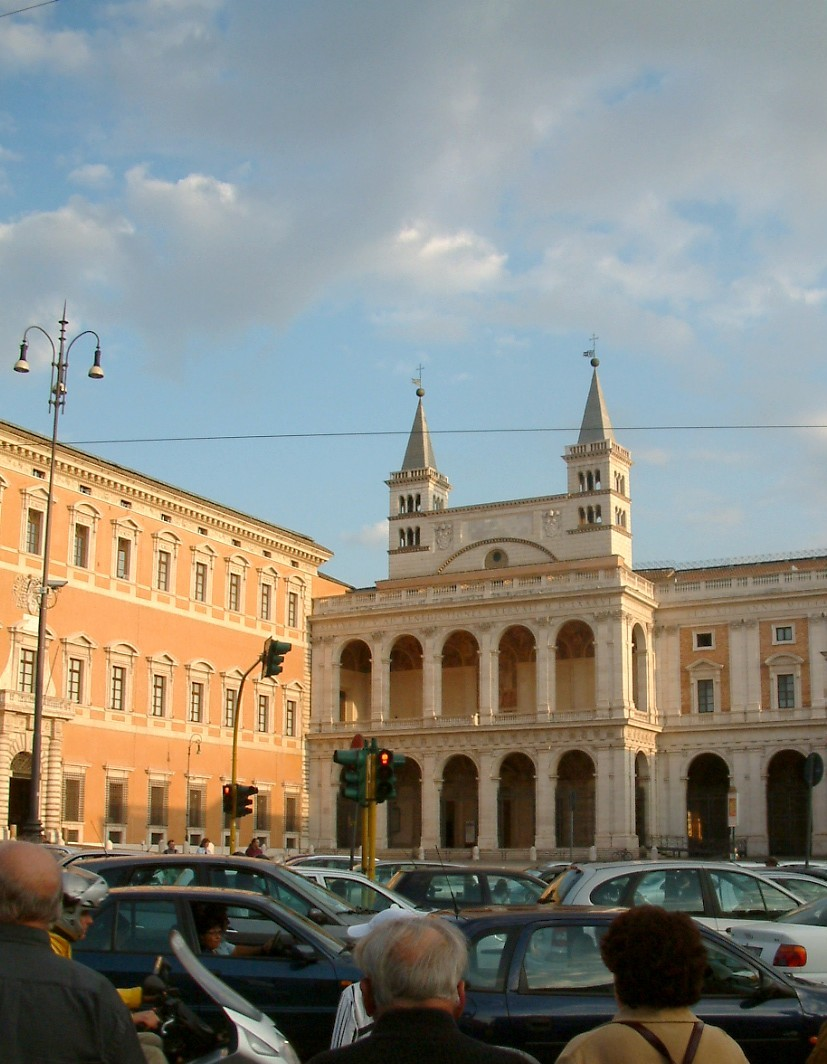
San Giovanni: north facade.
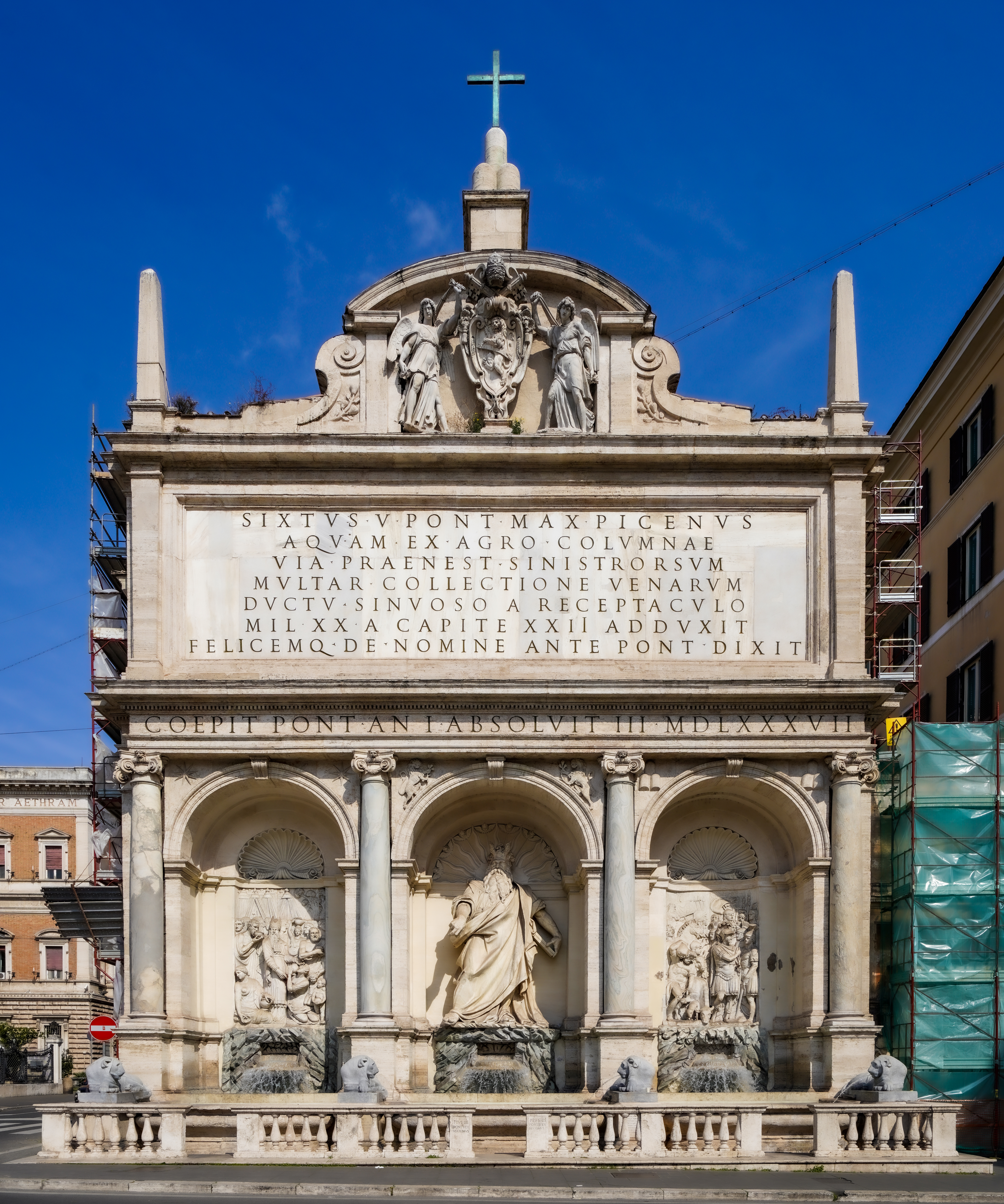
Fountain of Moses in Rome.
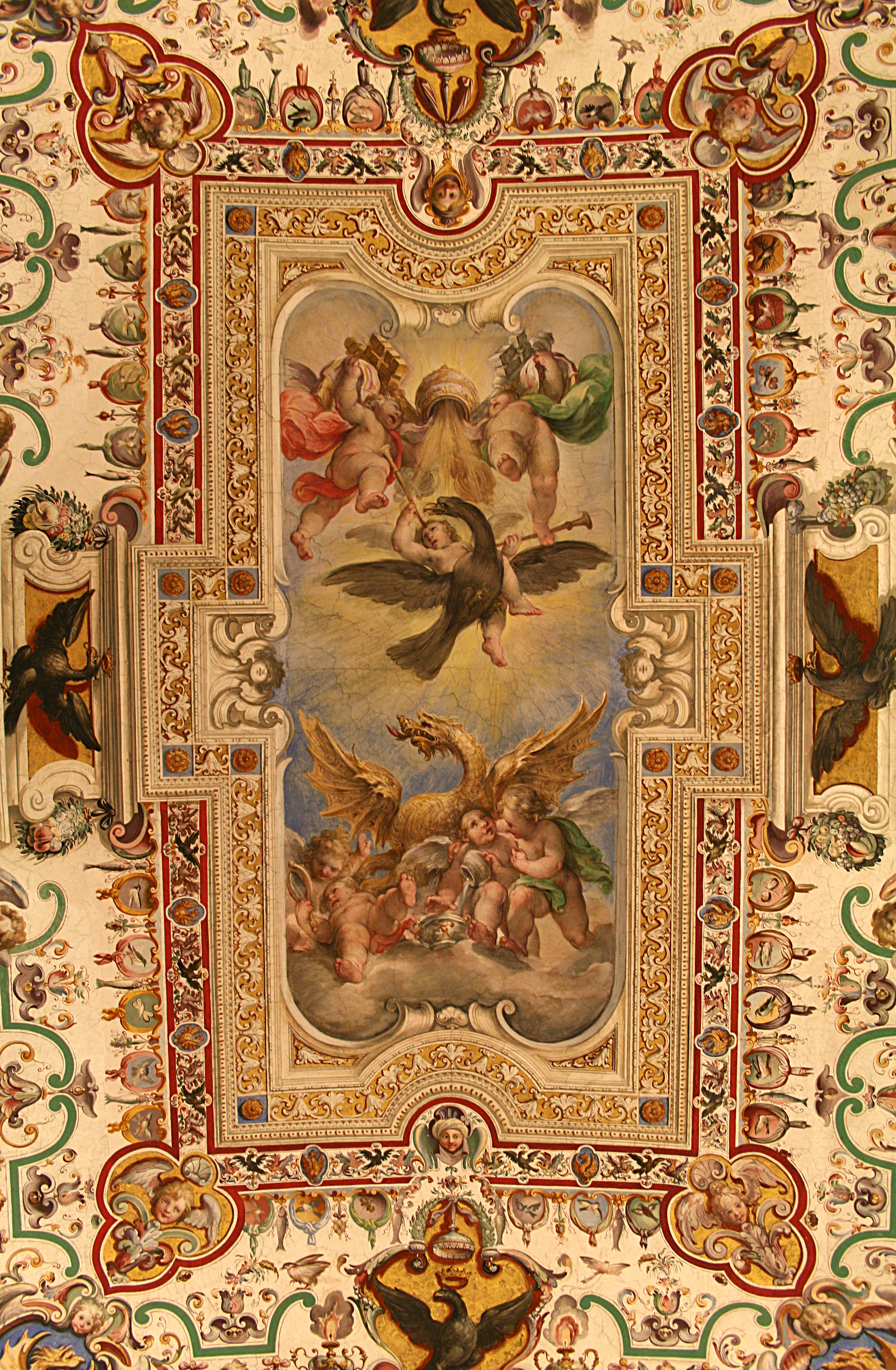
Ceiling design for Sale Sistine - Vatikánská apoštolská knihovna

Po smrti papeže Sixta V., jeho patrona, zůstal Fontana po nějakou dobu ve službách jeho nástupce, papeže Klementa VIII. Brzy však vznikla nespokojenost s jeho stylem. Došlo i na závist spojenou s obviněním, že měl Fontana zneužít veřejné peníze. To vedlo k ukončení jeho kariéry papežského architekta. Poté odešel do Neapole, kde byl jmenová architektem od neapolského místokrále, hraběte Mirandy. Vedle stavebních návrhů systému kanálů postavil v Neapoli impoznantní Královský palác.
Domenico Fontana zemřel v roce 1607, a byl pochován v kostele Sant'Anna dei Lombardi.
Domenicův bratr byl také architektem a jeho syn Giulio Cesare uspěl jako architekt v Neapoli.